# Sanctuaire Saint-Jude de Jhansi
Pour les articles homonymes, voir sanctuaire Saint-Jude.
Le sanctuaire Saint-Jude (en anglais : St Jude’s shrine) est un édifice religieux catholique sis à Jhansi, une ville d’Uttar Pradesh, en Inde du Nord. Une chapelle érigée en 1947 est remplacée par une église moderne en 1961. L’église-sanctuaire — qui est paroissiale — attire de nombreux pèlerins venant de toutes les régions de l’Inde.

## Histoire
Inconnue en Inde la dévotion à saint Jude, apôtre (également connu comme Judas Thaddée) fut introduite dans les années 1940 par les missionnaires capucins maltais et Mgr F.X. Fenech (1892-1969), premier préfet apostolique de Jhansi. Avec l’aide du dynamique frère Séraphin, OFM Cap, la dévotion au saint apôtre se développe après la Seconde Guerre mondiale, grâce aux médias traditionnels (journaux catholiques, pamphlets, correspondance, images pieuses). Une chapelle provisoire est érigée en 1947, et dédiée à l’Immaculée Conception. Une statue de saint Jude y est installée sur un des autels latéraux. 
En 1954 lorsque la préfecture apostolique de Jhansi est érigée en diocèse, le même Mgr F.X. Fenech en est le premier évêque. L’apôtre Jude est choisi pour saint patron du diocèse. Sa statue prend place sur l’autel principal de la chapelle. L’autel est embelli et la niche du saint illuminée. On y ajoute l’invitation « Saint Jude, priez pour nous ».

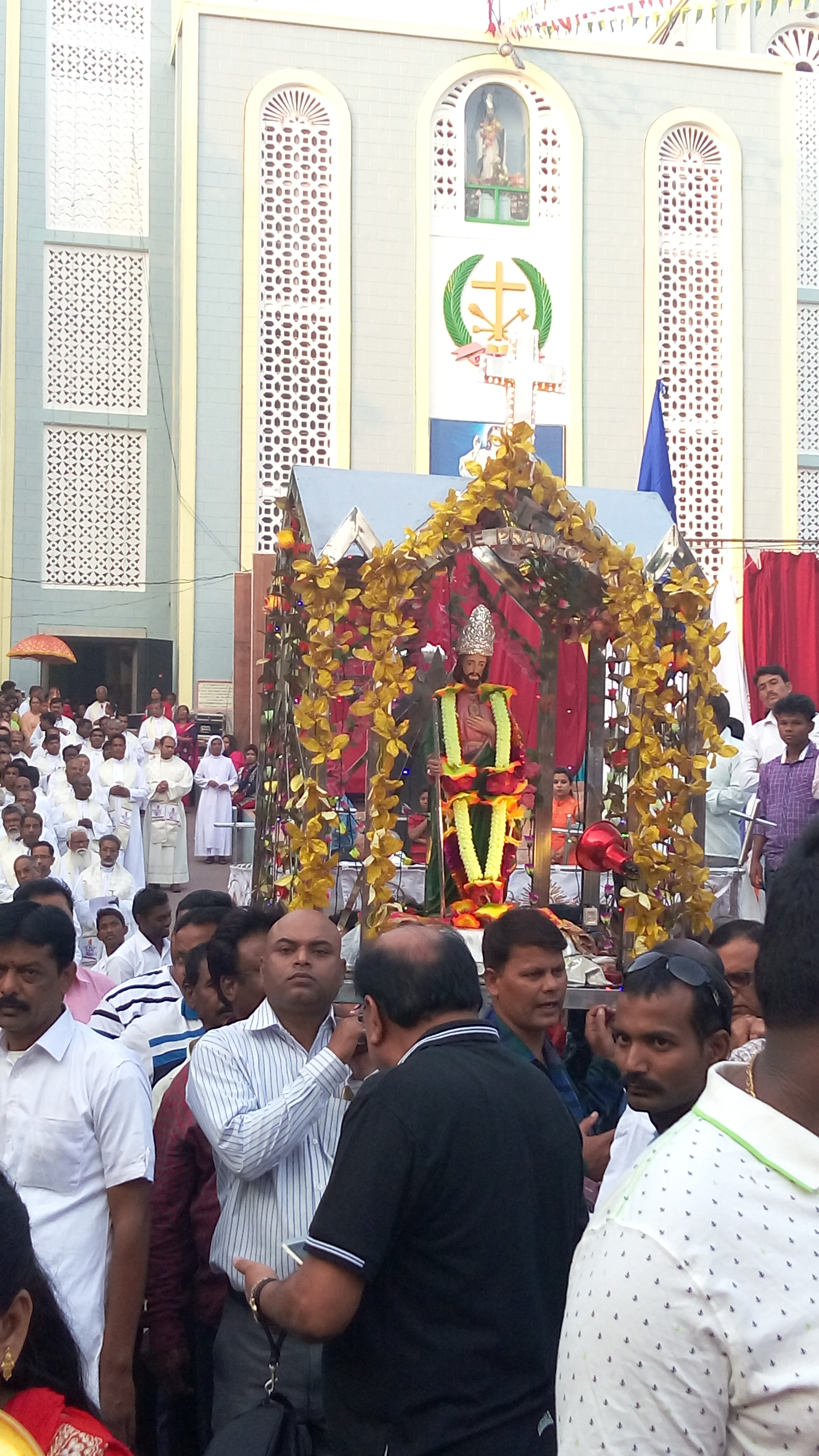
La statue de saint Jude portée en procession, le 28 octobre.

Comme le sanctuaire commence à attirer les pèlerins la dévotion à saint Jude s’organise. Des statues miniatures sont distribuées. Le père Publius publie des livres de prières à saint Jude, le bulletin paroissial change de nom et devient « The voice of Saint Jude ». La fête du saint (28 octobre) est précédée de neuf jours de préparation (la ‘neuvaine’) avec célébration eucharistique, prédication, récitation du chapelet et prières appropriées de neuvaine, et le soir, bénédiction du Saint-Sacrement et vénération des reliques du saint. Le 28 octobre une messe solennelle est célébrée, avec procession. Un repas est servi aux pauvres.  Catholiques et autres y participent.
Bientôt la chapelle est devenue exiguë pour le nombre grandissant de pèlerins et visiteurs. Sur un terrain juste à l’extérieur des ‘Civil lines’ (domaine militaire) un nouvel édifice est construit en 1961. La vaste église, devenue paroissiale, continue à attirer de nombreux pèlerins venant de toutes les régions de l’Inde, demandant l’aide de saint Jude, le saint invoqué pour résoudre ‘les situations impossibles ou les causes désespérées ’.